# Printemps Haussmann
El Printemps Haussmann son unos grandes almacenes propiedad del Grupo Printemps situados en el Distrito 9 de París, Francia, que contiene tiendas de las principales marcas de moda, lujo y belleza, repartidas por temas en los tres edificios del complejo (27 plantas y 43 500 m² en total). Las fachadas y azoteas (salvo la elevación moderna) de los edificios fueron declarados monuments historiques por orden del 15 de enero de 1975. 

## Historia

### De 1865 a finales delsigloXIX: el nacimiento de unos grandes almacenes
El 11 de mayo de 1865, Jules Jaluzot y Jean-Alfred Duclos crearon la empresa Au Printemps. Jaluzot decidió hacer construir sus primeros grandes almacenes en el cruce del Boulevard Haussmann y de la Rue du Havre a pesar de su lejanía, en la época, del núcleo más céntrico de París. Quizá preveía el desarrollo de este barrio y la oportunidad que constituía la proximidad de la estación de Saint-Lazare. En consecuencia, Jaluzot y Duclos compraron tres plantas de un edificio situado allí. Estos primeros grandes almacenes Printemps tenían grandes vitrinas y parecían formar una suerte de gran mercado cubierto y sostenido por columnas. Jaluzot hizo venir al cura de la Iglesia de la Madeleine para bendecir el nuevo establecimiento con ocasión de su inauguración el 3 de noviembre de 1865.
Este mismo año, el Printemps consiguió su primer gran éxito con la comercialización en exclusividad de una seda negra exclusiva, la Marie-Blanche, que ganó el favor de la clientela hasta los años 1900.

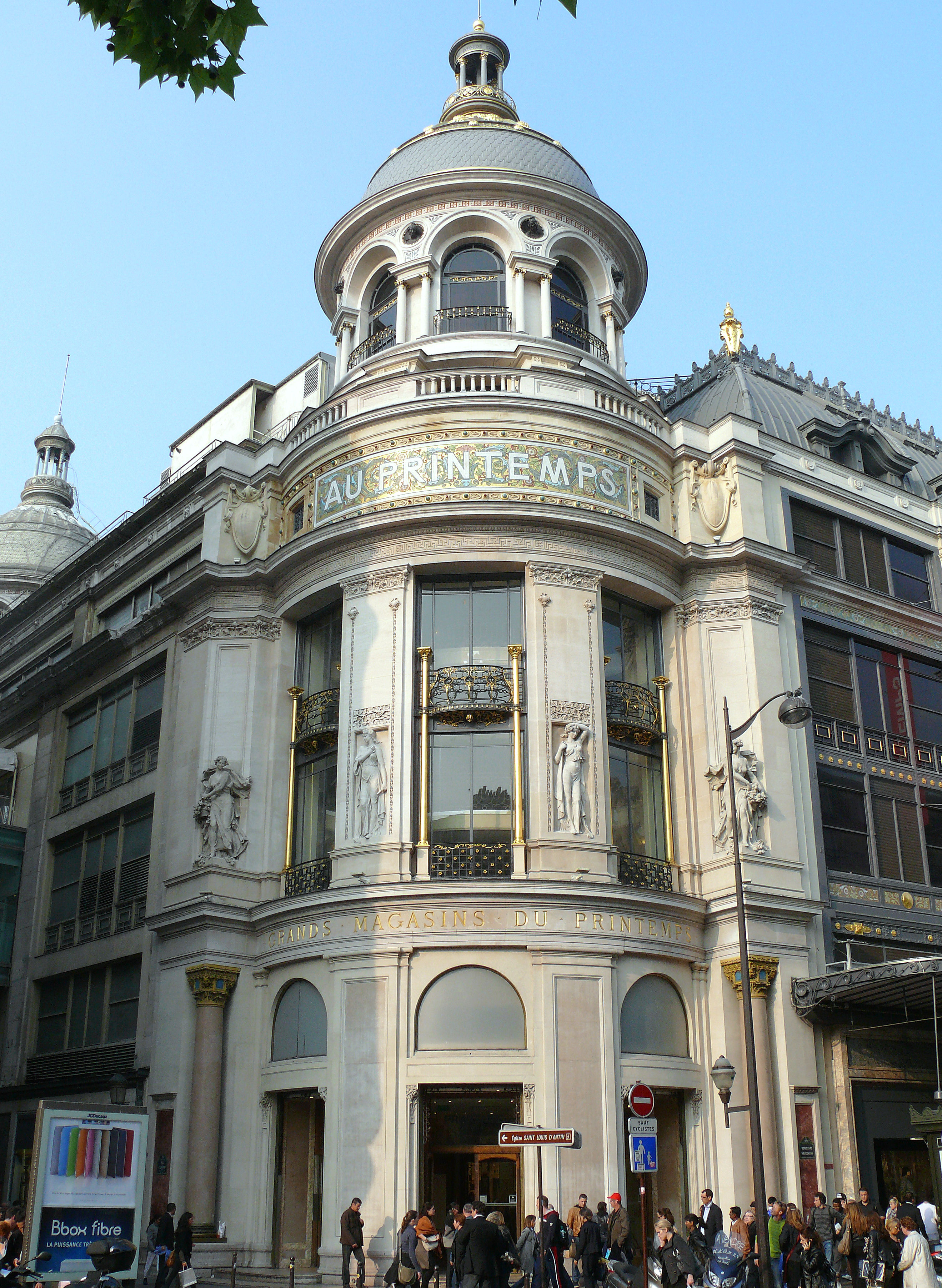
Fachada hacia la calle.

En 1866, el Printemps innovó y lanzó las rebajas como las conocemos en la actualidad: en lugar de camuflar los productos pasados de moda o defectuosos, los vendería a precios de ocasión todos los años. Este principio sedujo a las multitudes y, pese a la recesión económica y que Duclos decidiera abandonar la aventura Printemps y dejar de ser socio de Jaluzot, llevándose su capital con él, la actividad de los grandes almacenes del Boulevard Haussmann fue muy próspera.
Pero en julio de 1870, se declaró la guerra franco-prusiana y una parte importante de los 250 empleados del Printemps tuvieron que unirse a la Guardia Nacional, ralentizando considerablemente la actividad de los grandes almacenes hasta septiembre de 1873. Los stocks conservados en reserva permitieron al comercio retomar inmediatamente su actividad.
En abril de 1874, el Printemps Haussmann se amplió: no se desarrolló solo en altura, con el alquiler de nuevas plantas, sino que a partir de entonces se extendió a dos casas de la Rue de Provence, vecina del Boulevard Haussmann. Varios puentes de hierro conectaban los edificios entre ellos, y Jaluzot innovó en integrar dos ascensores a sus edificios, instrumentos totalmente nuevos e inéditos en las tiendas de la época. Hicieron publicidad de Printemps Haussmann y serían una gran atracción para los niños.
Los grandes almacenes absorbieron poco a poco los edificios vecinos del inicial, y continuó su desarrollo en 1881: a partir de entonces tendría una cuarta fachada hacia la Rue de Caumartin.
El 9 de marzo de 1881, se declaró un incendio que destruyó totalmente los edificios de los grandes almacenes Printemps. Solo los edificios adquiridos recientemente en la Rue Caumartin escaparon a la catástrofe. Esta adversidad se superó muy rápido: a principios de 1882, el arquitecto Paul Sédille ensambló la estructura del nuevo edificio. Se reconstruyó la parte incendiada, y también se demolieron los antiguos edificios que habían sobrevivido al incendio, para asegurar la armonía y modernidad completa del nuevo edificio. Entre las innovaciones arquitectónicas y técnicas de los nuevos almacenes estaban un diseño que aseguraba un espacio funcional actualmente reconocido por los historiadores de la arquitectura como el prototipo de grandes almacenes modernos, la aparición del hierro como elemento visible de decoración y no solo como estructura del edificio, nuevas luces de seguridad (velas Yáblochkov, lámparas de arco y lámparas incandescentes), todo lo cual permitía una mayor puesta en valor de los productos en venta.

### ElsigloXX: auge económico de Printemps Haussmann e innovaciones arquitectónicas

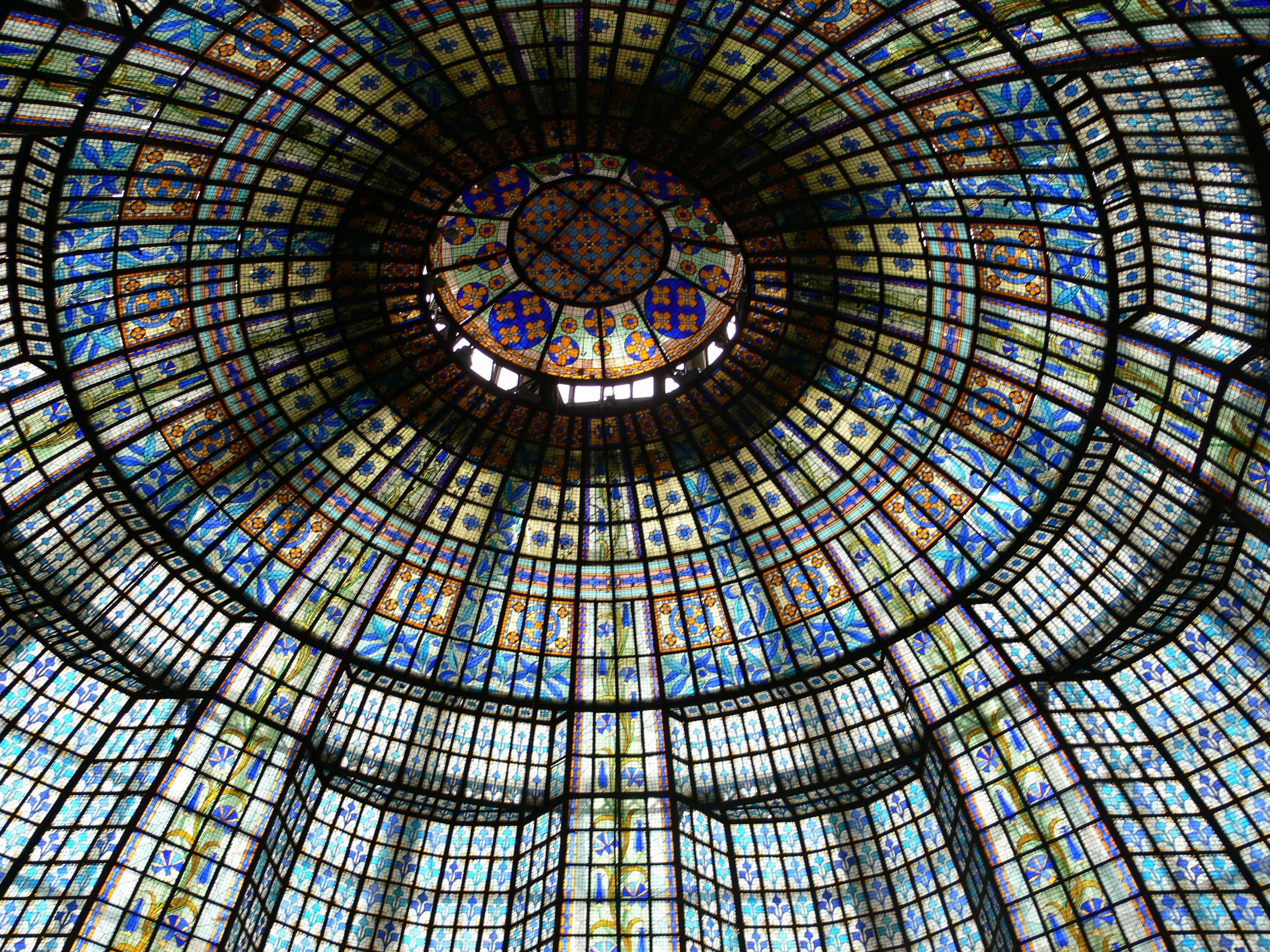
La cúpula de vidrio.

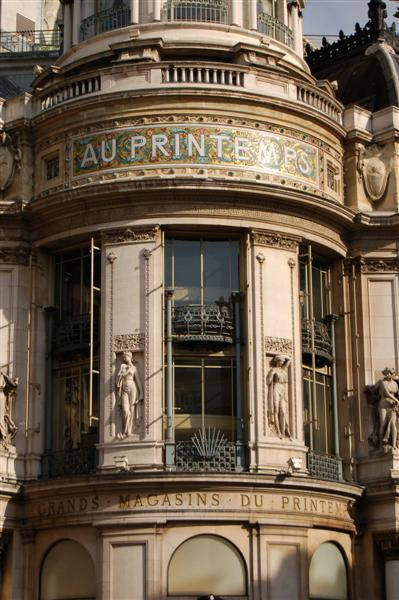
Detalle de la fachada hacia la calle.

En 1905, Jaluzot fue obligado a dimitir por sus accionistas a causa de una grave crisis económica. Gustave Laguionie le sucedió en la dirección del Printemps, muy decidido a modernizar los grandes almacenes. Para mejorar la puesta en valor de los artículos en venta, Laguionie consideraba que los almacenes necesitaban más espacio para que los clientes pudieran ver el máximo posible de productos. Las ampliaciones tuvieron lugar bajo la dirección de René Binet, quien hizo instalar una gran escalera central con cuatro vueltas en el gran salón, que simboliza una ascensión: esto no es solamente más funcional, sino que igualmente es decorativa. En paralelo, Laguionie procedió a la apertura de una nueva sala en el subsuelo, al alquiler de nuevos edificios para talleres en la Rue Joubert, Rue de Mogador y Rue de Rochechouart, y a la adquisición de nuevos locales en la Rue de Caumartin y la Rue de Provence.
En 1907, Laguionie se lanzó a la construcción de un nuevo edificio en la esquina de la Rue Caumartin y la Rue de Provence que, en 1908, abrió ya varias de sus nuevas galerías . Está conectado al edificio más antiguo mediante un sótano. En abril de 1910 tuvo lugar la inauguración del que se llamó les Nouveaux Magasins ("los nuevos almacenes". En la época ocupaban cerca de la mitad de la superficie del actual Printemps Haussmann. El estilo del nuevo edificio, que tenía una cúpula y una terraza, es muy próximo al de los grandes almacenes de Sédille, para conservar una cierta homogeneidad. Pero una vez más, las innovaciones arquitectónicas no pasaron desapercibidas: el nuevo hall octogonal es calificado de audaz en la época, las barandillas de los balcones y las escaleras es de estilo art nouveau, la iluminación del nuevo edificio asombró, y los tres nuevos ascensores rápidos maravillaron a los visitantes.
Los primeros maniquíes llegaron a las vitrinas del Printemps durante la Primera Guerra Mundial. Estos maniquíes se crearon especialmente para el Printemps, su original estilo los diferencia de los maniquíes de serie. Durante el conflicto, los escaparates del Printemps se convirtieron en un lugar de paseo para los parisinos, que no tenían muchas otras distracciones.

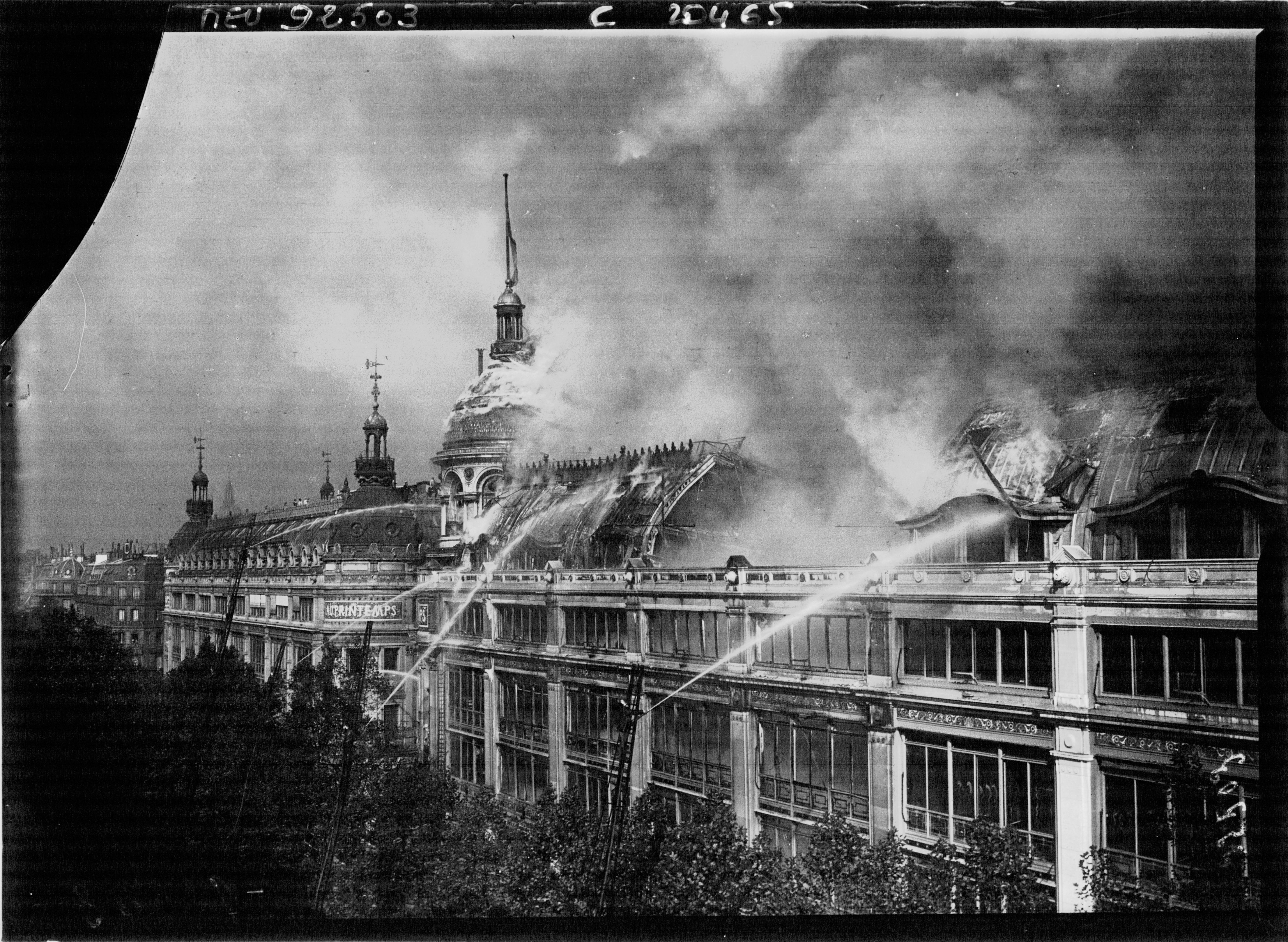
El incendio del 28 de septiembre de 1921.

El 28 de septiembre de 1921 tuvo lugar un nuevo incendio con consecuencias desastrosas en el Nouveau Magasin, al que sobrevivieron muy pocas piezas de las fachadas y las estructuras. El arquitecto Georges Wybo dirigió las obras de reconstrucción, basadas en el mismo diseño que antes del siniestro. Pero esta vez Wybo utilizó nuevas técnicas de construcción más seguras (en especial la red de extinción automática de Grinnell) para evitar definitivamente los incendios destructivos a los grandes almacenes.
En 1923, se construyó una segunda línea del metro que pasaba por la estación de Havre - Caumartin, al lado del Printemps. El mismo año el maestro vidriero Brière instaló una cúpula de vidrio en los grandes almacenes.
A partir de 1924, el Printemps Haussmann empezó a organizar exposiciones y a crear eventos en los edificios. Por ejemplo, cada año se organizaba una exposición en el mes de enero para marcar la "temporada blanca". Desde su reconstrucción, el Printemps del Boulevard Haussmann dio igualmente la prioridad a los escaparates y sus vitrinas representativas de la moda son verdaderas obras de arte que atrajeron a todo París. Fue también en esta época cuando se creó el concepto de las vitrinas animadas de Navidad, que atraían a las multitudes parisinas.
Los grandes almecenes Printemps no quisieron detener aquí el progreso: fue así como en 1930 instalaron las primeras escaleras mecánicas que permitieron un acceso cómodo a las plantas superiores del los edificios.
En 1939, para evitar la destrucción de la cúpula de vidrio de Printemps Haussmann en los bombardeos de la Segunda Guerra Mundial, es desmontada totalmente y almacenada en Clichy.
En 1951, el Printemps Haussmann ocupaba cuatro edificios, de los cuales tres estaban consagrados a la venta. Tenía dos escaleras mecánicas y veintidós ascensores. Disponía igualmente de una peluquería, de un salón de té-restaurante, de una oficina de teatro y de viajes, de un estudio de fotografía y de un servicio de alquiler de libros.
En 1973, la cúpula fue restaurada por los nietos del maestro vidriero Brière, según los planos conservados en el taller de la familia.
En 1975 la fachada y la cúpula del edificio de Haussmann fueron declaradas monuments historiques.
En 1980, Jean-Jacques Delort estaba a la cabeza de Printemps. Quería iniciar una ola de modernización de los grandes almacenes de Printemps, y permitir a la cadena un desarrollo sólido: para esto, Delort quería construir en cada capital regional unos almacenes Printemps de 10 000 m² que fueran una réplica exacta del Printemps Haussmann tanto en cuanto a los métodos de gestión y marketing como en el de las productos en venta. El Printemps Haussmann era por tanto la tienda de referencia de la cadena.

## Printemps Haussmann en la actualidad
Los grandes almacenes Printemps del Boulevard Haussmann de París están organizados en tres edificios: el Printemps de la Mode ("Printemps de la Moda"), que tiene nueve plantas, el Printemps de la Beauté et de la Maison ("Printemps de la Belleza y la Casa", once plantas) y el Printemps de l'Homme ("Printemps del Hombre", siete plantas).

### Las vitrinas de Navidad en Printemps Haussmann
Cada final de año, durante seis semanas, las vitrinas de Navidad de Printemps Haussmann atraen a las multitudes parisinas, provinciales y extranjeras que van a observar un espectáculo sorprendente alrededor de un tema que cambia cada año. En total, más de diez millones de personas asisten a este evento cada año.
El objetivo es amenizar el Boulevard Haussmann y crear un mundo fascinante que deleite a los visitantes en estos períodos de fiestas: a la vez que las fachadas de los grandes almacenes ofrecen un espectáculo de luz y de sonido, la decoración de sus vitrinas es revisada enteramente por los decoradores de renombre y los grandes nombres de la moda diseñan los personajes animados.
Esta tradición se remonta a la creación de Printemps, en 1865, pero fue el Bon Marché quien popularizó el concepto a partir de 1909. A partir de los años 1920, las vitrinas de Navidad se generalizaron: por ejemplo, en 1926, se representó a un héroe de dibujos animados.

### El Printemps Haussmann en elsigloXXI
En 2001, el Printemps dedicó una planta entera al lujo, el Printemps du Luxe.
En 2003, se inauguró el "espacio de belleza" más grande del mundo.
En 2006, una planta de 3000 m² se dedicó enteramente a zapatos para mujeres. También se creó un food hall, dedicado enteramente a la gastronomía de lujo.
Entre 2007 y 2012, se realizó una obra de renovación a gran escala para las fachadas de los dos edificios de Printemps Haussmann. El objetivo era reforzar la imagen de "obra maestra del arte decorativo" de los grandes almacenes, y hacer de sus edificios modelos de la arquitectura de vanguardia, como en los primeros años de los grandes almacenes.
El 16 de diciembre de 2008, los grandes almacenes Printemps Haussmann fueron evacuados debido a una alerta por una bomba colocada por el grupo terrorista FRA (Frent révolutionnaire afghan, "Frente Revolucionario Afgano"). Los servicios de retirada de explosivos descubrieron cinco bastones de dinamita en los baños del edificio. El FRA reivindicó este intento de atentado y exigió la retirada de los tres mil soldados franceses presentes entonces en Afganistán.

## Transporte
El Printemps está servido por las estaciones Chaussée d'Antin - La Fayette y  Havre - Caumartin del Metro de París, junto con las estaciones Auber del RER A y Haussmann - Saint-Lazare del RER E.

### Cifras clave de Printemps Haussmann
- Una superficie de 43 500 m², repartida en tres edificios y 27 plantas.
- Más de un millón de artículos diferentes en venta.
- Cuarenta mil visitantes cada día (y hasta cien mil durante Navidad).
- 7,5 millones de visitantes por año, de los cuales un 20% son extranjeros.